# Steven Millhauser
Steven Millhauser (Nueva York, 3 de agosto de 1943) es un escritor y profesor estadounidense. En el año 1997, ganó el Premio Pulitzer de Ficción por su cuarta novela, Martin Dressler (1996).

## Biografía
Steven Millhauser nació el 3 de agosto de 1943 en la ciudad de Nueva York, Estados Unidos. Su primera novela, Edwin Mullhouse: The Life and Death of an American Writer, 1943-1954, by Jeffrey Cartwright, se publicó en 1972. 
Le siguió a esa primera novela las también novelas Portrait of a Romantic (1977), From the Realm of Morpheus (1986) y Martin Dressler: The Tale of an American Dreamer (1996), por la cual ganó el Premio Pulitzer de Ficción en 1997, así como nueve colecciones de relatos: In The Penny Arcade (1986), The Barnum Museum (1990), Little Kingdoms (1993), The Knife Thrower (1998), Enchanted Night (1999), The Night in the Tree (2003), Dangerous Laughter (2008), We Others (2011) y Voices in the Night (2015).
En 2012, su libro de cuentos We Others ganó el premio The Story. Al español se tradujeron sus novelas Edwin Mullhouse y Martin Dressler, y los libros de relatos Museo Barnum, Pequeños reinos y El lanzador de cuchillos. Además, su cuento «August Eschenburg», de In The Penny Arcade, se publicó como novela corta.

## Obra

### Novelas
- 1972: Edwin Mullhouse: The Life and Death of an American Writer, 1943-1954, by Jeffrey Cartwright (Edwin Mullhouse: vida y muerte de un escritor americano, 1943-1954, por Jeffrey Cartwright)
- 1977: Portrait of a Romantic
- 1986: From the Realm of Morpheus
- 1996: Martin Dressler: The Tale of an American Dreamer (Martin Dressler: historia de un soñador americano)

### Cuentos
- 1986: In The Penny Arcade
- 1990: The Barnum Museum (Museo Barnum)
- 1993: Little Kingdoms (Pequeños reinos)
- 1998: The Knife Thrower (El lanzador de cuchillos)
- 1999: Enchanted Night
- 2003: The Night in the Tree: Three Novellas
- 2008: Dangerous Laughter: Thirteen Stories
- 2011: We Others: New and Selected Stories
- 2015: Voices in the Night

## Premios
- 1975: Premio Médicis Extranjero
- 1990: Premio Mundial de Fantasía al mejor relato
- 1997: Premio Pulitzer de Ficción por Martin Dressler[3]
- 2012: Premio The Story por We Others[5]

## En el cine
La película El ilusionista (2006) está basada en uno de sus relatos, Eisenheim the Illusionist, (The Barnum Museum, 1990).